# Shabestan

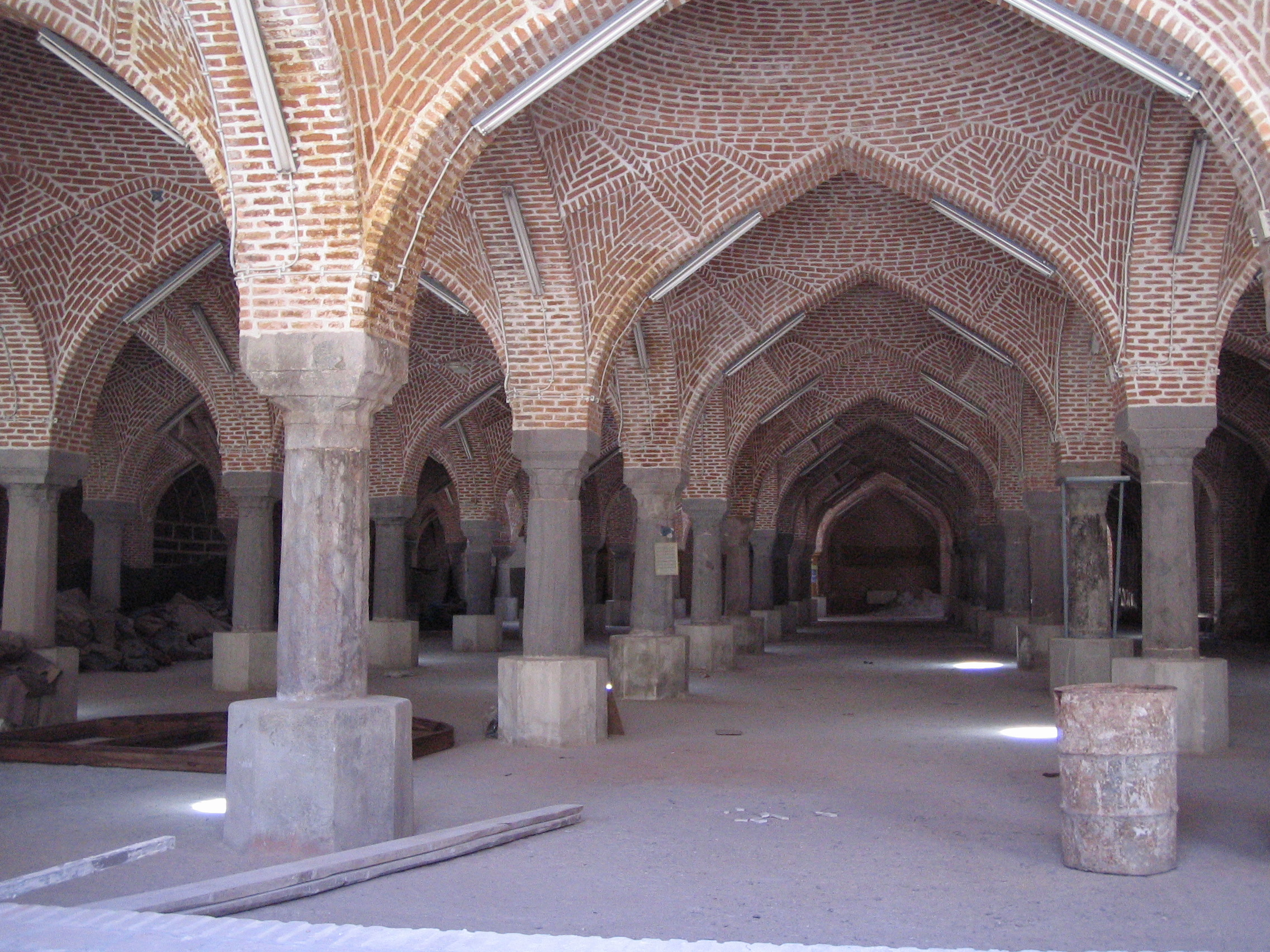
Shabestan in de vrijdagmoskee van Tabriz

Een shabestan of shabistan is een ondergrondse ruimte, kenmerkend voor de traditionele Perzische architectuur. Shabestans bevinden zich meestal in moskeeën, huizen en scholen. 
Deze ruimtes worden meestal gebruikt tijdens de hete zomers en worden geventileerd door windvangers en gekoeld door qanats.
Tijdens het Sassanidische tijdperk en de latere islamitische periodes dienden shabestans als heiligdommen voor de Sjahs, waar hun bijvrouwen verbleven. In latere tijden kregen deze ruimtes andere benamingen, zoals zanāneh (vrouwelijk residentie), andaruni (privéruimte) en haram (harem).